# Ballinafad
Ballinafad is een plaats in het Ierse graafschap Sligo.